# Pseudophilautus adspersus
Espèce
Synonymes
- Ixalus adspersus Günther, 1872
- Philautus adspersus (Günther, 1872)

Statut de conservation UICN

 EX  : Éteint
Pseudophilautus adspersus est une espèce éteinte d'amphibiens de la famille des Rhacophoridae.

## Répartition
Cette espèce était endémique du Sri Lanka. Elle s'y rencontrait entre 1 700 et 2 500 m d'altitude,.

## Description
Pseudophilautus adspersus mesurait de 33 à 42 mm pour les femelles.

## Publication originale
- Günther, 1872 : Descriptions of some Ceylonese Reptiles and Batrachians. Annals and Magazine of Natural History, ser. 4, vol. 9, p. 85-88 (texte intégral).